# Kid Snow
Kid Snow ist ein Filmdrama von Paul Goldman. Der Film mit Billy Howle in der Titelrolle spielt in den 1970er Jahren im australischen Outback und ist in der Welt des Budenboxens angesiedelt. Die erzählte Geschichte stammt von John Brumpton. Kid Snow feierte im Juni 2024 beim Sydney Film Festival seine Premiere.

## Handlung
In den 1970er Jahren im australischen Outback. Nachdem aus Kid Snows Karriere als Profiboxer nichts wurde, verdient er sein Geld bei einer heruntergekommenen, reisenden Boxshow.

## Produktion

### Regie und Drehbuch
„Mir gefiel der erzählerische Schwung. Mir gefiel der Hintergrund, mir gefiel die Welt des Boxens im Zelt. Ich hatte mich immer gefragt, warum noch niemand einen Film in dieser Welt angesiedelt hatte.“

Regie führte Paul Goldman. Er drehte in der Vergangenheit mehrere sozialkritische Filme über die Lebensverhältnisse der Aborigines und des australischen Lebens und führte auch bei Spielfilmen wie Australian Rules und Suburban Mayhem Regie. Das Drehbuch schrieben John Brumpton und Stephen Cleary. Die Idee für die in Kid Snow erzählte Geschichte stammt von Brumpton. Auch wenn Goldman die Figuren und in Welt, in der die Geschichte angesiedelt war, gefielen, wollte er eine starke Frau zwischen diese beiden Männer treten lassen, eine Fremde, die ihr Leben auf den Kopf stellt. So entstand Sunnys Figur, die mit ihrem kleinen Sohn vor häuslicher Gewalt aus Sydney geflohen ist und ein Feuer in Kids Herz und Seele entzündet und ihn etwas inneren Frieden finden lässt.
Seinen respektvollen Umgang im Film mit strippenden Frauen wie Sunny, die als Burlesque-Tänzerin arbeitet, schaute sich der Regisseur nach eigenen Aussagen bei dem fotografischen Essay Carnival Strippers ab, den die Fotografin und Fotojournalistin Susan Meiselas als junge Frau Anfang der 1970er Jahre erstellte und in dem sie den Alltag von Frauen zeigt, die als Striptease-Tänzerinnen ihr Geld auf Jahrmärkten im Nordosten der USA verdienten. Goldman gab das Fotobuch seinen Schauspielern, Szenenbildnern und Kostümbildern als Arbeitshilfe.
Auch Goldmans Freund Phillip Gwynne, der die Romanvorlage mit dem Titel Deadly, Unna? für seinen Film Australian Rules geschrieben hatte, leistete wichtige Arbeit am Drehbuch zu Kid Snow. Der australische Schriftsteller liebe es nach Aussage des Regisseurs, sich mit maskulinen Welten auseinanderzusetzen.
Er habe Boxerfilme schon immer gemocht, so der Regisseur, und Wie ein wilder Stier sei ein sehr wichtiger Film für ihn gewesen. Einer der Filme, die Goldman bei Kid Snow sehr beeinflusst haben, war der Film Fat City von John Huston aus dem Jahr 1972 mit Conrad L. Hall hinter der Kamera. Besonders die Machart und das Szenenbild seien in Kid Snow eingeflossen.

### Besetzung, Szenenbild und Dreharbeiten

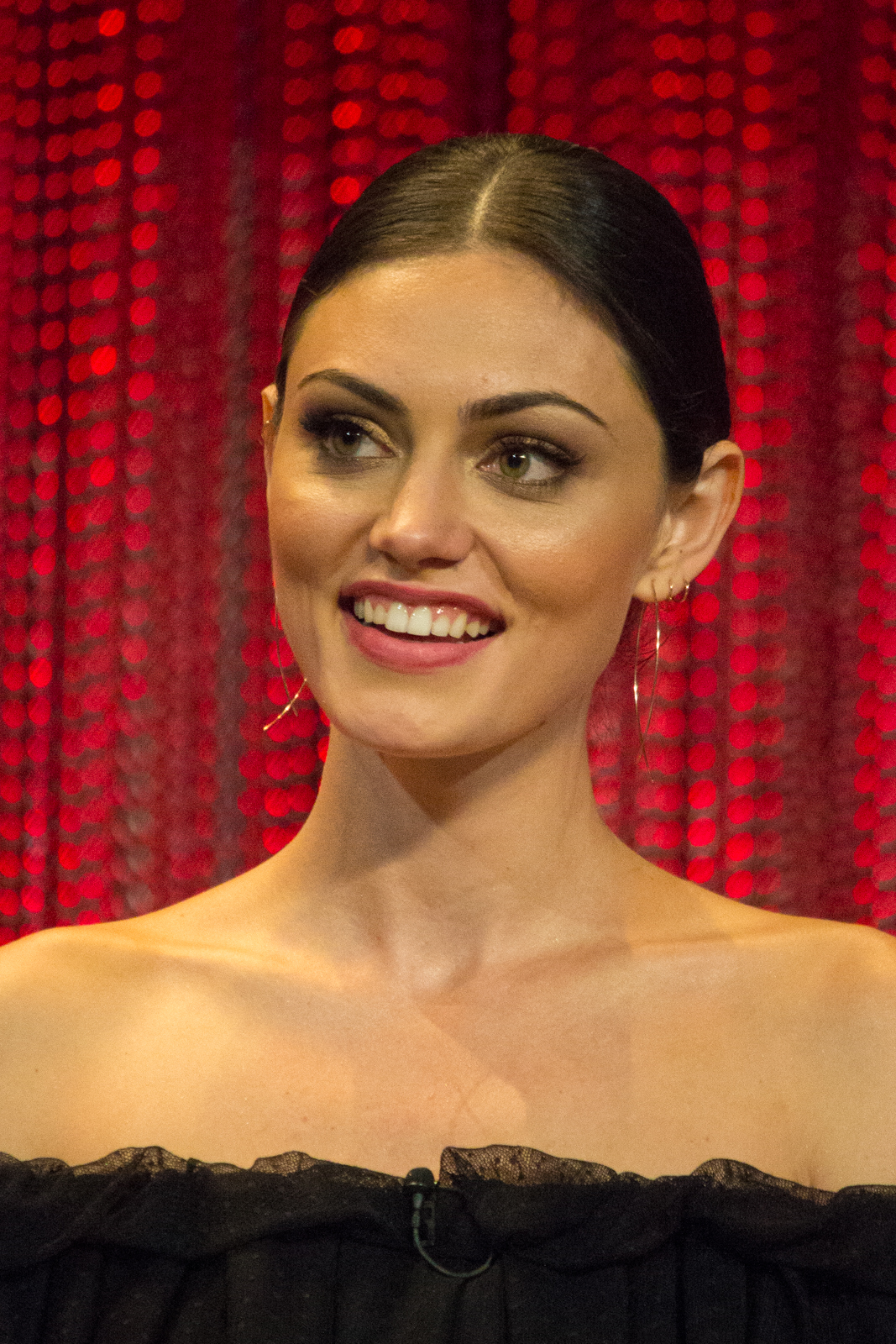
Phoebe Tonkin spielt Sunny

Billy Howle, bekannt aus Filmen wie Am Strand und Outlaw King, spielt in der Titelrolle den abgehalfterten Budenboxer Kid Snow. Phoebe Tonkin, die zuletzt in der Fernsehserie Boy Swallows Universe zu sehen war, spielt Sunny. Der Brite Tom Bateman spielt Kids Bruder Rory. Tristan Gorey spielt den Profiboxer Hammer Marina. Auch Drehbuchautor John Brumpton übernahm im Film eine kleine Rolle und spielt Jack. In weiteren Rollen sind Mark Coles Smith als Lovely, Tasma Walton als Betty, Shaka Cook als Armless und Hunter Page-Lochard als Lizard zu sehen.
Das Szenenbild schuf Clayton Jauncey. In dem Zelt, in dem große Teile des Films gedreht wurden, boxte einst Roy Bell, einer der berühmtesten Budenboxer in der Geschichte des australischen Zeltboxens. Dieses gehört Michael Karaitiana und war in einem Schuppen etwas außerhalb von Dubbo gelagert.
Die Dreharbeiten fanden größtenteils in Kalgoorlie in Western Australia statt. Weitere Aufnahmen entstanden in der Stadt Fremantle an der Westküste Australiens. Kameramann Garry Phillips ist unter anderem für seine Arbeit für Jonathan Teplitzkys Kriegsfilm Die Liebe seines Lebens von 2013 mit Colin Firth, Jeremy Irvine und Nicole Kidman in den Hauptrollen bekannt, für die er 2015 bei den AACTA Awards nominiert wurde.

### Marketing und Veröffentlichung
Der erste Trailer für Kid Snow wurde Mitte Mai 2024 vorgestellt. Die Premiere des Films fand am 11. Juni 2024 beim Sydney Film Festival statt. Am 3. Juli 2024 eröffnete Kid Snow das Revelation Film Festival in Perth. Im August 2024 wurde der Film beim Melbourne International Film Festival vorgestellt. Der US-Kinostart ist am 14. Februar 2025 geplant.

## Auszeichnungen
AACTA Awards 2025
- Nominierung als Beste Hauptdarstellerin (Phoebe Tonkin)[9]